# Дубовое (озеро, Ленинградская область)
Дубовое (фин. Suuri Tammijärvi) — озеро на территории Каменногорского городского поселения Выборгского района Ленинградской области.

## Общие сведения
Площадь озера — 0,5 км². Располагается на высоте 76,3 метров над уровнем моря.
Форма озера лопастная, продолговатая: вытянуто с севера на юг. Берега каменисто-песчаные, местами заболоченные, местами скалистые.
С восточной стороны озера вытекает безымянный водоток, впадающий в реку Дымовку, которая втекает в реку Вуоксу.
С севера к озеру проходит лесная дорога.
Название озера переводится с финского языка как «большое дубовое озеро».
Код объекта в государственном водном реестре — 01040300211102000012479.